# سوني لارسون
سوني لارسون (بالسويدية: Sune Larsson)‏ هو متزحلق سويدي، ولد في 21 يونيو 1930 في السويد.
1. ↑  . اللجنة الأولمبية السويدية. {{استشهاد ويب}}: الوسيط |title= غير موجود أو فارغ (من ويكي بيانات) (مساعدة) والوسيط |مسار= غير موجود أو فارع (مساعدة)